# Some Girls (groupe)
Pour les articles homonymes, voir Some Girls.
Some Girls (formé en 2001) est un trio américain de rock indépendant.

## Histoire
Pendant son existence, le groupe est composé de Juliana Hatfield (guitare et chant), Heidi Gluck (guitare basse, clavier, harmonica, lap steel guitar, et chant) et Freda Love Smith (batterie et chant). Hatfield et Love Smith se connaissaient depuis les Blake Babies et voulaient écrire des chansons ensemble. Les chansons du groupe sont généralement mélodiques, entraînantes et légères.
Le groupe sort son premier album, Feel It, en 2003 et fait une tournée aux États-Unis. Leur deuxième album, Crushing Love, sort en juillet 2006 chez Koch Records. L'album est accompagné d'un DVD contenant des séquences de la tournée et du studio.

## Discographie

### Albums studio
- 2003 : Feel It
- 2006 : Crushing Love

### Singles
- 2003 : Necessito (album : Feel It)
- 2006 : Hooray For L.A.